# Championnat de la Barbade de football 2002
Navigation
Saison précédente Saison suivante
La saison 2002 du Championnat de la Barbade de football est la trente-cinquième édition de la Premier League, le championnat national à la Barbade. Les neuf équipes engagées sont regroupées au sein d'une poule unique et s'affrontent à deux reprises. Initialement, le dernier du classement final devait être relégué et remplacé par le meilleur club de Division 1 mais la fédération décide d'étendre le championnat à 12 équipes. Par conséquent, aucun club n'est relégué et trois équipes de seconde division sont promues.
C'est le club de Notre Dame SC qui remporte la compétition cette saison après avoir terminé en tête du classement final, avec douze points d'avance sur le tenant du titre, Paradise Football Club et quatorze sur Youth Milan FC. Il s’agit du cinquième titre de champion de la Barbade de l'histoire du club.

## Les clubs participants
- Paradise Football Club
- Notre Dame SC
- Youth Milan FC
- Pride of Gall Hill FC
- Barbade U21
- Haynesville United
- Benfica FC
- Brittons Hill FC
- Barbados Defence Force SC - Promu de Division 1

## Compétition
Le barème de points servant à établir le classement se décompose ainsi :
- Victoire : 3 points
- Match nul : 1 point
- Défaite : 0 point

### Classement
| Rang | Équipe                     | Pts | J  | G  | N | P  | Bp | Bc | Diff |
| ---- | -------------------------- | --- | -- | -- | - | -- | -- | -- | ---- |
| 1    | Notre Dame SC              | 44  | 16 | 14 | 2 | 0  | 42 | 15 | +27  |
| 2    | Paradise Football ClubT    | 32  | 16 | 10 | 2 | 4  | 31 | 17 | +14  |
| 3    | Youth Milan FCC            | 30  | 16 | 9  | 3 | 4  | 48 | 28 | +20  |
| 4    | Haynesville United         | 21  | 16 | 6  | 3 | 7  | 25 | 29 | -4   |
| 5    | Barbade U21                | 20  | 16 | 6  | 2 | 8  | 30 | 36 | -6   |
| 6    | Barbados Defence Force SCP | 19  | 16 | 5  | 4 | 7  | 22 | 24 | -2   |
| 7    | Pride of Gall Hill FC      | 17  | 16 | 4  | 5 | 7  | 24 | 18 | +6   |
| 8    | Brittons Hill FC           | 14  | 16 | 4  | 2 | 10 | 20 | 32 | -12  |
| 9    | Benfica FC                 | 6   | 16 | 1  | 3 | 12 | 21 | 34 | -13  |

|  | Champion de la Barbade 2002                                                         |
|  | T : Tenant du titre C : Vainqueur de la Coupe de la Barbade P : Promu de Division 1 |

## Bilan de la saison
| Championnat de la Barbade de football 2002 |                          |
| Champion                                   | Notre Dame SC (5e titre) |
| Coupes et trophées                         |                          |
| Vainqueur de la Coupe de la Barbade 2002   | Youth Milan FC           |
| Qualifications continentales               |                          |
| CFU Club Championship 2002                 | Aucun                    |
| Promotions et relégations                  |                          |
| Promus en Premier League                   | Ivy Rovers               |
| Promus en Premier League                   | St John Sonnets FC       |
| Promus en Premier League                   | Ellerton FC              |
| Relégués en Division 1                     | Aucun                    |